# Ústava Ukrajinské SSR
Ústava Ukrajinské SSR (ukrajinsky Конституція УРСР) byl základní zákon Ukrajinské SSR, jež byla součástí Sovětského svazu. Byly přijaty postupně celkem čtyři verze. První byla psána v ruském jazyce a vydána 10. března 1919. Další verze už byly psány v ukrajinštině. Vyšly 15. května 1929, 30. ledna 1937 a 20. dubna 1976. 28. června 1996 byla nahrazena ústavou Ukrajiny.